# فلورو (بلژیک)
شهر فلورو (به فرانسوی: Fleurus) در شهرستان شرلروآ  در استان انو  در منطقه فدرال والوون در کشور بلژیک واقع شده‌است.